# Alina Harnasko
Alina Aliaxandrauna Harnasko –en bielorruso, Аліна Аляксандраўна Гарнасько– (Minsk, 9 de agosto de 2001) es una deportista bielorrusa que compite en gimnasia rítmica, en la modalidad individual.
Participó en los Juegos Olímpicos de Tokio 2020, obteniendo una medalla de bronce en la prueba individual.
Ganó cinco medallas en el Campeonato Mundial de Gimnasia Rítmica, en los años 2019 y 2021, y seis medallas en el Campeonato Europeo de Gimnasia Rítmica entre los años 2017 y 2021.

## Palmarés internacional
| Juegos Olímpicos   | Juegos Olímpicos   | Juegos Olímpicos  | Juegos Olímpicos     |
| Año                | Lugar              | Medalla           | Prueba               |
| ------------------ | ------------------ | ----------------- | -------------------- |
| 2020               | Tokio (Japón)      | Medalla de bronce | Individual           |
| Campeonato Mundial |                    |                   |                      |
| Año                | Lugar              | Medalla           | Prueba               |
| 2019               | Bakú (Azerbaiyán)  | Medalla de bronce | Concurso por equipos |
| 2021               | Kitakyushu (Japón) | Medalla de oro    | Cinta                |
| 2021               | Kitakyushu (Japón) | Medalla de plata  | Concurso individual  |
| 2021               | Kitakyushu (Japón) | Medalla de plata  | Aro                  |
| 2021               | Kitakyushu (Japón) | Medalla de bronce | Pelota               |
| Campeonato Europeo |                    |                   |                      |
| Año                | Lugar              | Medalla           | Prueba               |
| 2017               | Budapest (Hungría) | Medalla de plata  | Concurso por equipos |
| 2017               | Budapest (Hungría) | Medalla de bronce | Pelota               |
| 2019               | Bakú (Azerbaiyán)  | Medalla de plata  | Concurso por equipos |
| 2020               | Kiev (Ucrania)     | Medalla de plata  | Concurso individual  |
| 2021               | Varna (Bulgaria)   | Medalla de plata  | Cinta                |
| 2021               | Varna (Bulgaria)   | Medalla de bronce | Pelota               |